# 土井利与
土井 利与（土井 利與、どい としとも）は、下総古河藩の最後の藩主。土井家宗家14代。

## 生涯
嘉永4年（1851年）6月28日、先代藩主・土井利則の長男として江戸日比谷の古河藩上屋敷で生まれる。元治2年（1865年）4月1日、将軍徳川家茂に拝謁する。同年12月15日、従五位下内膳正に叙任する。家督相続後、大炊頭に改める。慶応3年（1867年）4月5日、父利則の隠居により家督を継ぐ。慶応4年（1868年）1月14日、旧幕府から神奈川守備の増強を命じられる。同年4月6日、上洛して新政府に対して恭順の姿勢を示す。同年閏4月22日、新政府軍へ貸し付けていた軍資金10500両を献上することを申し出る。
明治2年（1869年）6月の版籍奉還で古河藩知事に任じられ、明治4年（1871年）7月15日の廃藩置県で免官された。1884年（明治17年）、子爵を授けられる。1888年（明治21年）、主猟官となる。1929年（昭和4年）1月2日に死去。享年79。

## 家族
父母
- 土井利則（父）
- 心誠院 - 土井利亨の養女、土井利位の娘（母）

妻
- 青山千嘉子 - 青山忠良の娘（正妻）
- 大関銑子 - 大関増式の娘（継妻）

子女
- 土井利孝
- 土井利正
- 土井利大（三男）
- 富美子 - 大橋篤治夫人
- 与志子 - 井関保久夫人
- 辰子 - 金沢修三夫人
- 美恵子 - 高田政治夫人